# Tuchineraufstand
Der Tuchineraufstand war ein von 1381 bis 1384 andauernder Aufstand der Landbevölkerung im Languedoc, die sich gegen die Steuerpolitik und die Anwesenheit von Söldnern wehrten. Dabei setzten sich die Bauern auch den englischen Truppen der Gascogne zur Wehr. Der Aufstand, insbesondere von den Bauern und Handwerkern durchgeführt, wurde auch von einigen Mächtigen sowie der städtischen Elite mitgetragen. Zwischen 1384 und 1389 erreichte der Aufstand auch die Auvergne.
Die Bauern stellten sich auf die Seite von Karl III., der gegen die Angeviner in der Provence kämpfte. Das trug mit zur Eroberung von Aix-en-Provence bei. Im Frühjahr 1384 verschanzte sich der Anführer der Aufständischen, Étienne Augier, in den Alpillen. Er richtete eine Terrorherrschaft in der Region ein. Am 24. Juli 1384 stürmten seine Truppen Arles. Nach einigen Stunden wurden sie von den Bürgern aus der Stadt gejagt. Am folgenden Tag wurde an vielen Tuchinerkämpfern Rache genommen.